# Ургенцький тролейбус
Угренцький тролейбус — тролейбусна мережа, котра сполучає місто Ургенч, адміністративний центр Хорезмської області на заході Узбекистану, із сусіднім містом Хіва. У 2010 р., після закриття ташкентського тролейбусу, це остання тролейбусна система в Узбекистані.
Діє міжміська лінія довжиною 31,3 км; розвиток лінії всередині міста Ургенч не передбачено.

## Історія
20 жовтня 1997 р. в місті Ургенч було відкрито тролейбус. Маршрут № 1 проходив між зупинками Aeroport (Аеропорт Ургенч) та Temir Yul Vokzali (залізничний вокзал). Таким чином, Ургенч виявився останнім містом в Узбекистані, де було відкрито тролейбус. У 1998 р. було відкрито маршрут № 2 до прикордонного міста Хіва, біля кордону з Туркменістаном.
На початку 2002 року маршрут № 1 було закрито. Після цього єдиним діючим маршрутом лишився міжміський маршрут № 2.
26 жовтня 2009 р. уряд Узбекистану вирішив закрити тролейбус у Джиззаку та Намангані до кінця 2009 р., а у Ташкенті — протягом 2010 р. Тролейбус в Ургенчі — єдина система, котра не підлягає закриттю; натомість було заплановано купівлю дев'яти нових тролейбусів.
З того часу відбулося невелике продовження лінії в межах Хіви, включно із заїздом у депо; відкриття маршруту було заплановано на літо 2010 року.

## Маршрути
Невеликий відрізок контактної мережі з центру міста до залізничного вокзалу (Temir Yul Vokzali), котрим раніше користувався маршрут № 1, було демонтовано.
Маршрут № 2 проходить вздовж траси Ургенч—Хіва. В центрі міст Ургенч та Хіва маршрут проходить вулицями з одностороннім рухом.
Кінцева зупинка Аеропорт, котрою користуються лише за потреби, знаходиться просто поруч із аеропортом Ургенч.
У Хіві кінцева зупинка розташована біля північної стіни фортеці Ічан-Кала (внесено до Світової спадщини ЮНЕСКО), східніше від північних воріт. На захід від фортеці існує ділянка контактної мережі, котрою не користуються, із розворотним кільцем біля західних воріт. Цю ділянку не з'єднано стрілками із загальною мережею, проте нею користуються для скорочення маршруту.
Також існує ділянка, котра не перебуває в ужитку. Вона починається одразу за кінцевою зупинкою в Хіві, проте із загальною мережею її не з'єднано.
|  |  |  |

## Парк машин
Для відкриття тролейбусу в 1997 р. було замовлено шість тролейбусів Škoda 14Tr з бортовими номерами від 001 до 006, а також три сучасні тролейбуси моделі 14TrM з бортовими номерами 007—009. Їх було зібрано на заводі Škoda в місті Остров, Чехія.
Головною відмінністю між моделями 14Trs та 14TrMs є наявність матричного індикатору над лобовим склом в тролейбусах новішої моделі. Для показу маршруту даними індикаторами в Ургенчі не користуються.
Станом на 2010 р., усі дев'ять тролейбусів працюють на лінії.

## Галерея

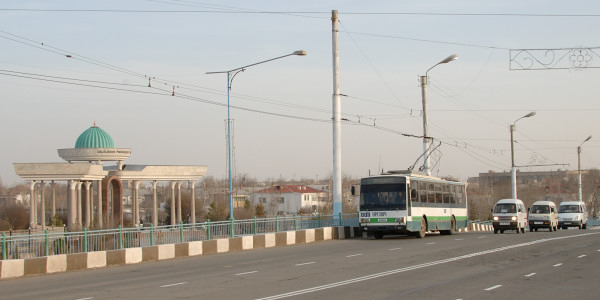
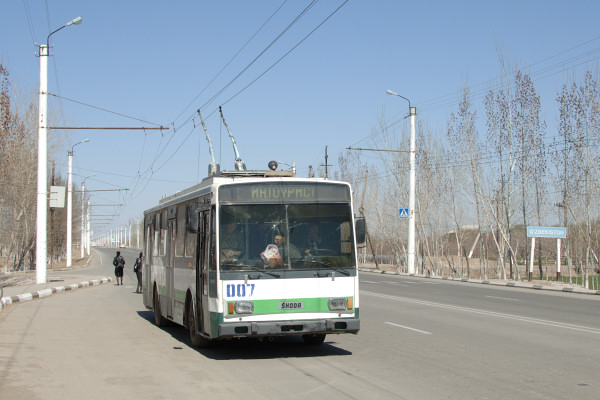
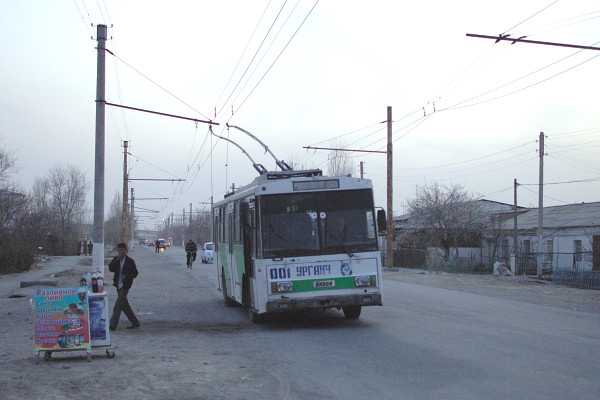
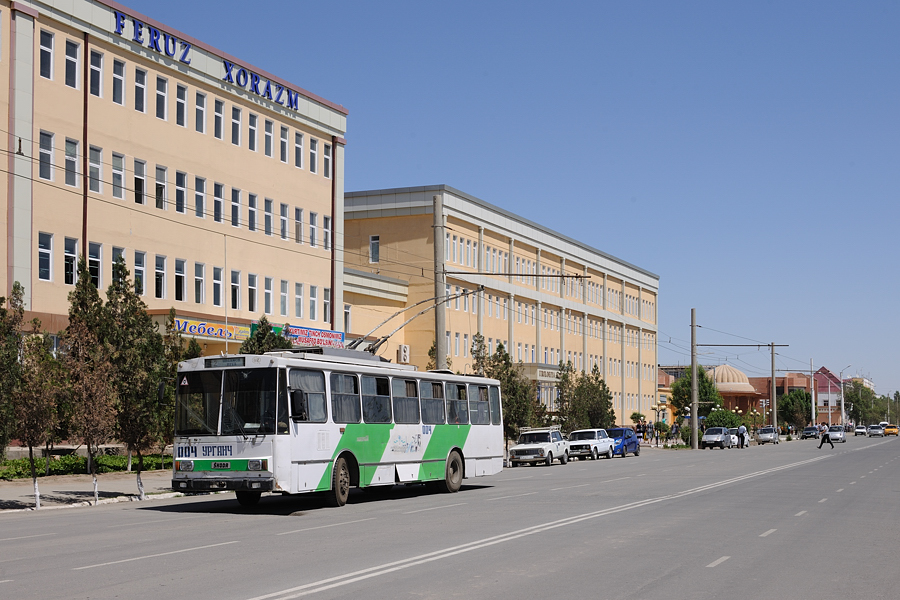
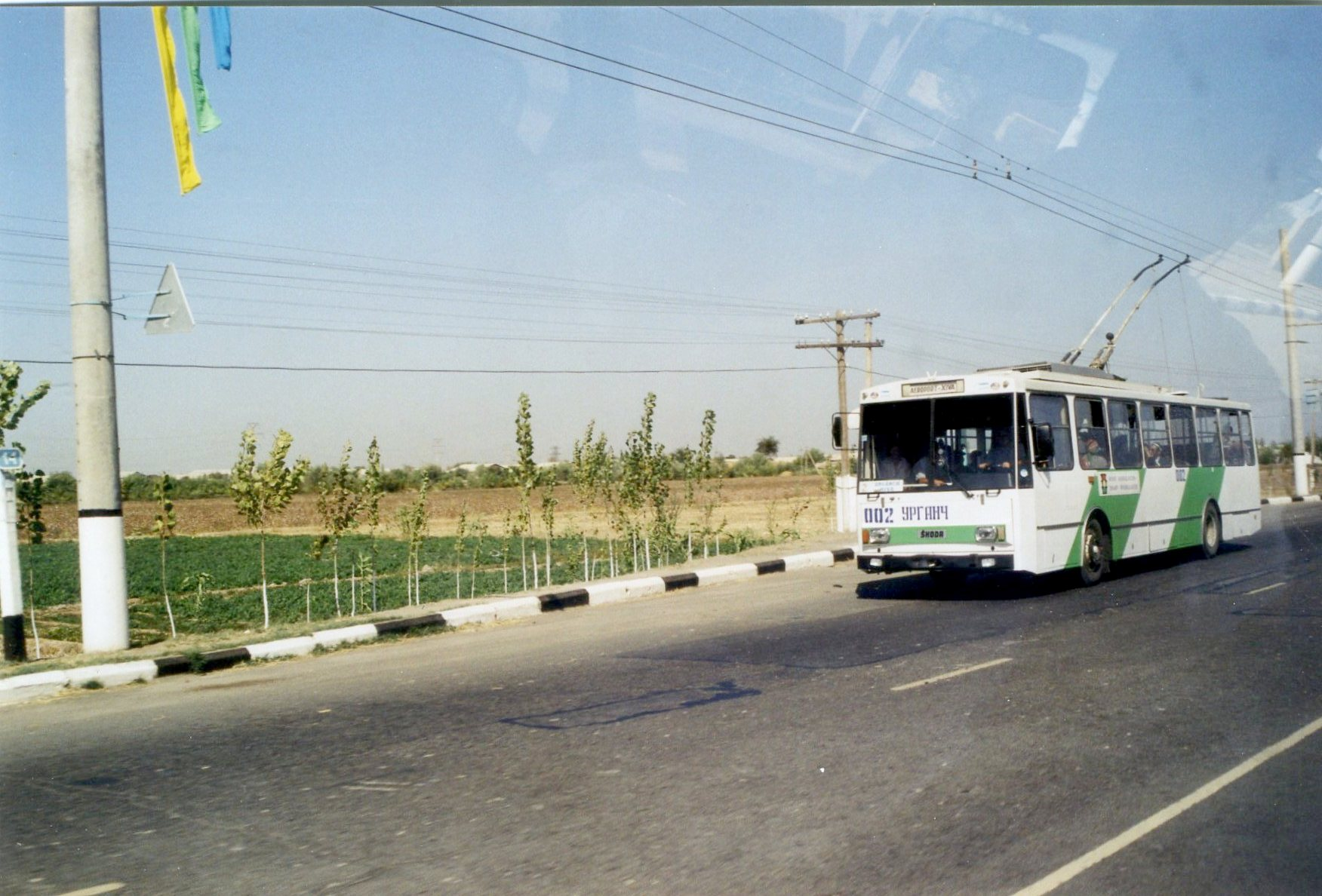
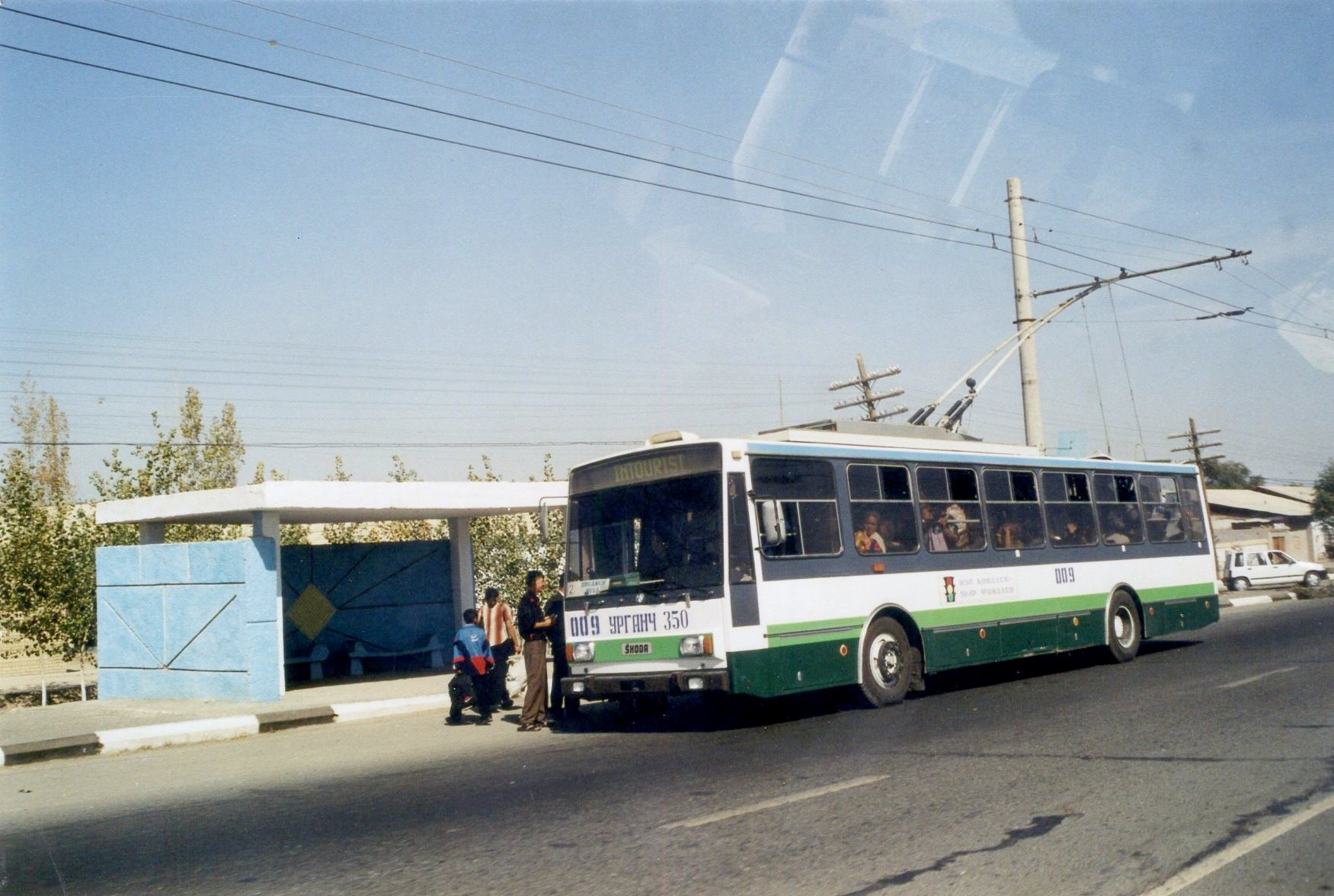
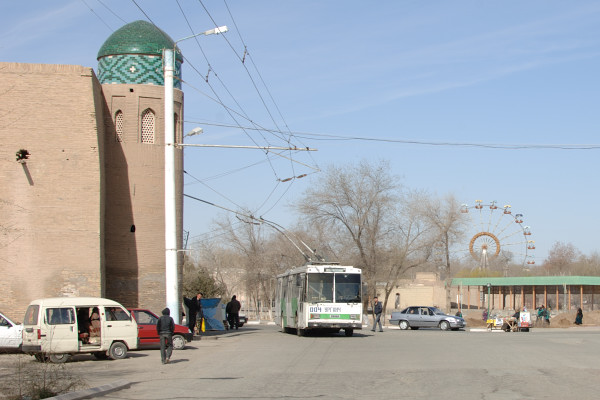
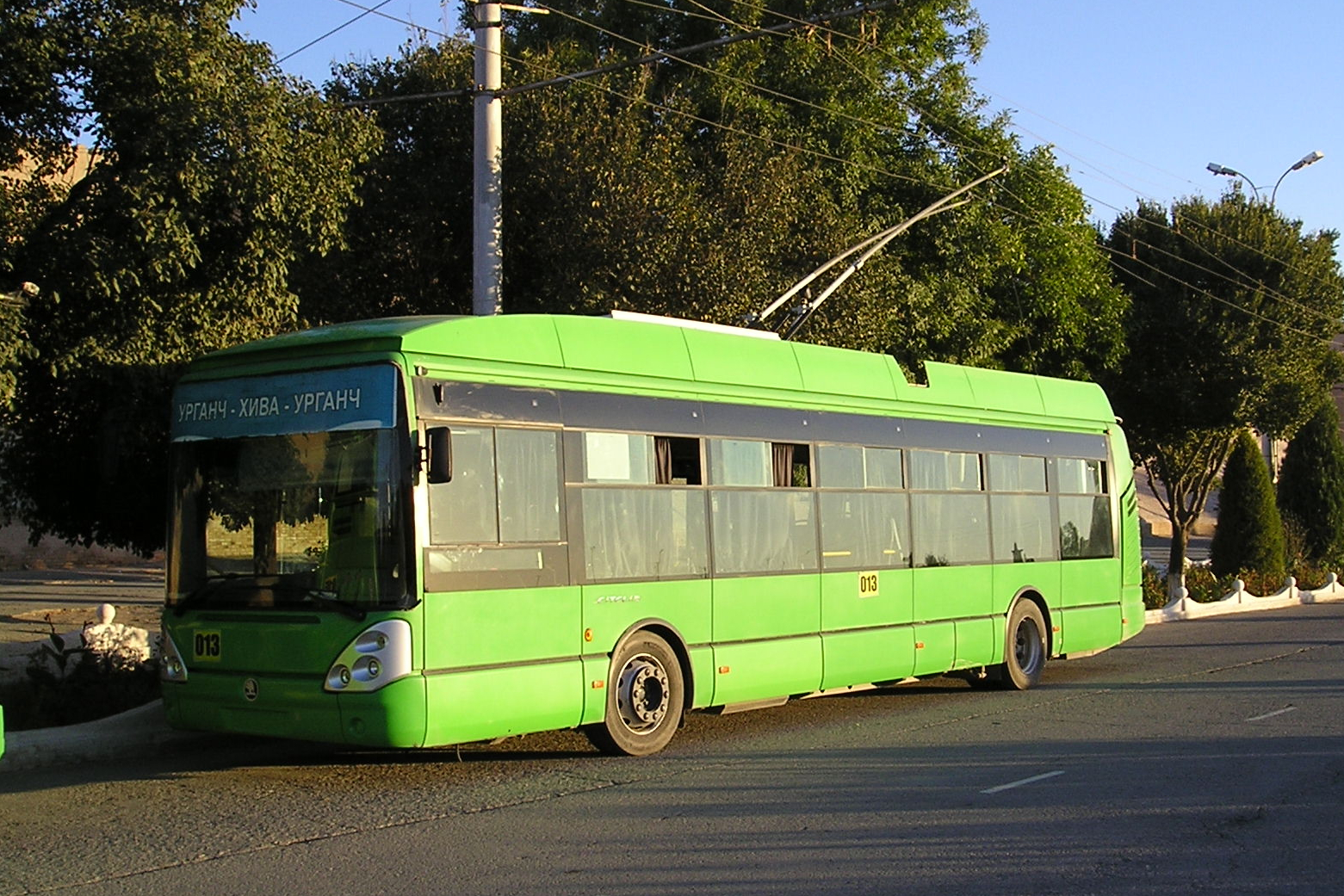
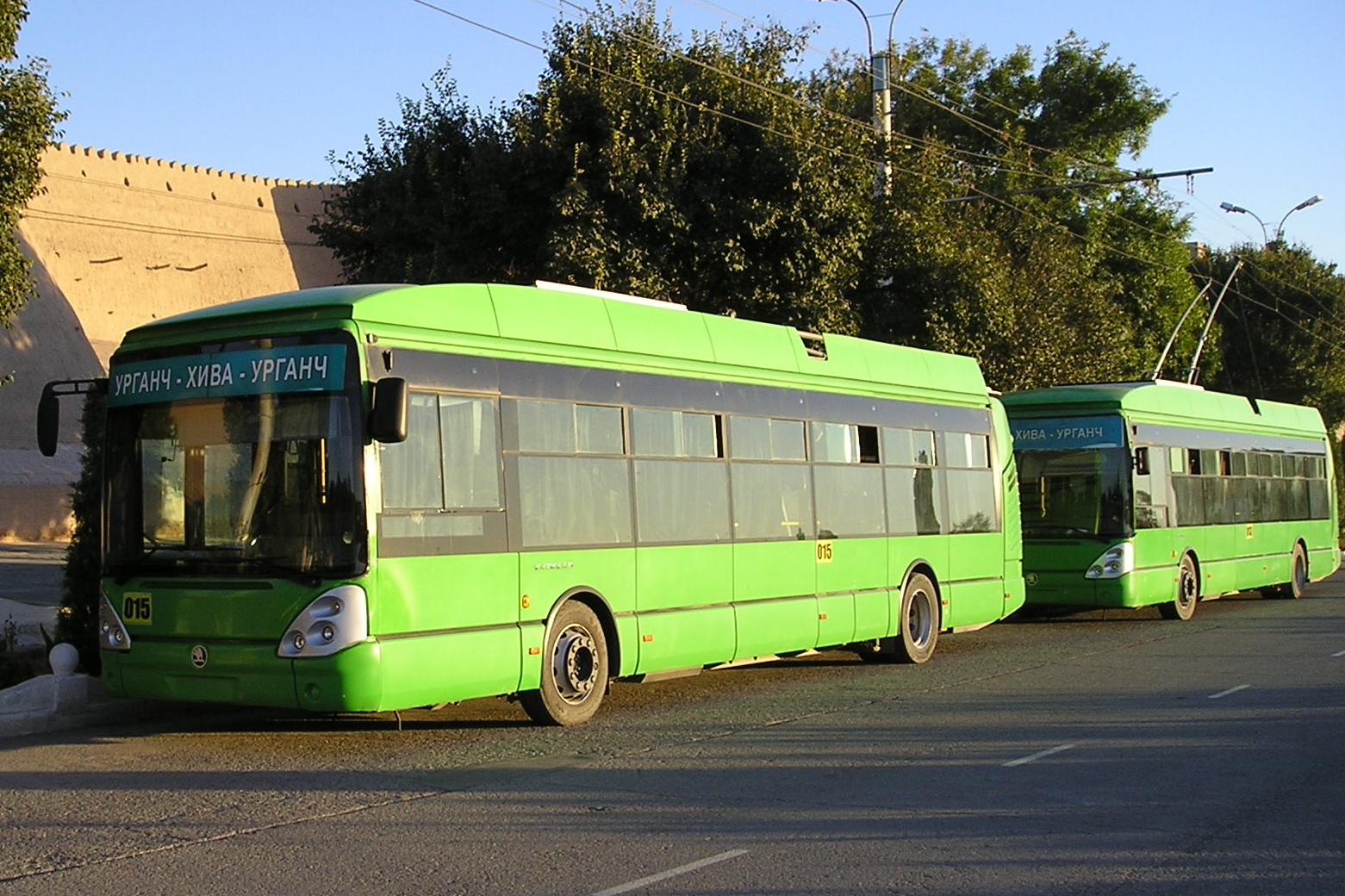
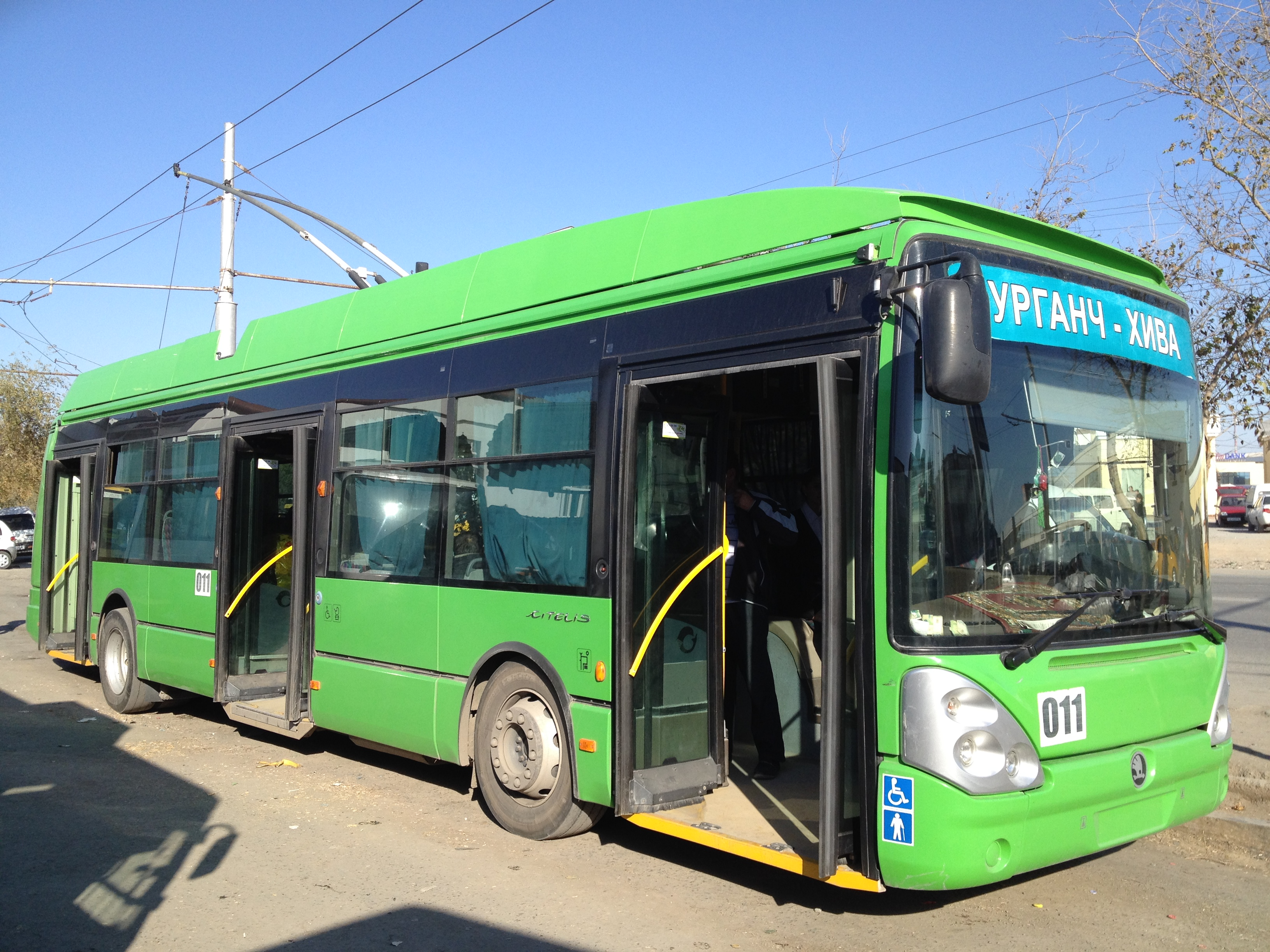
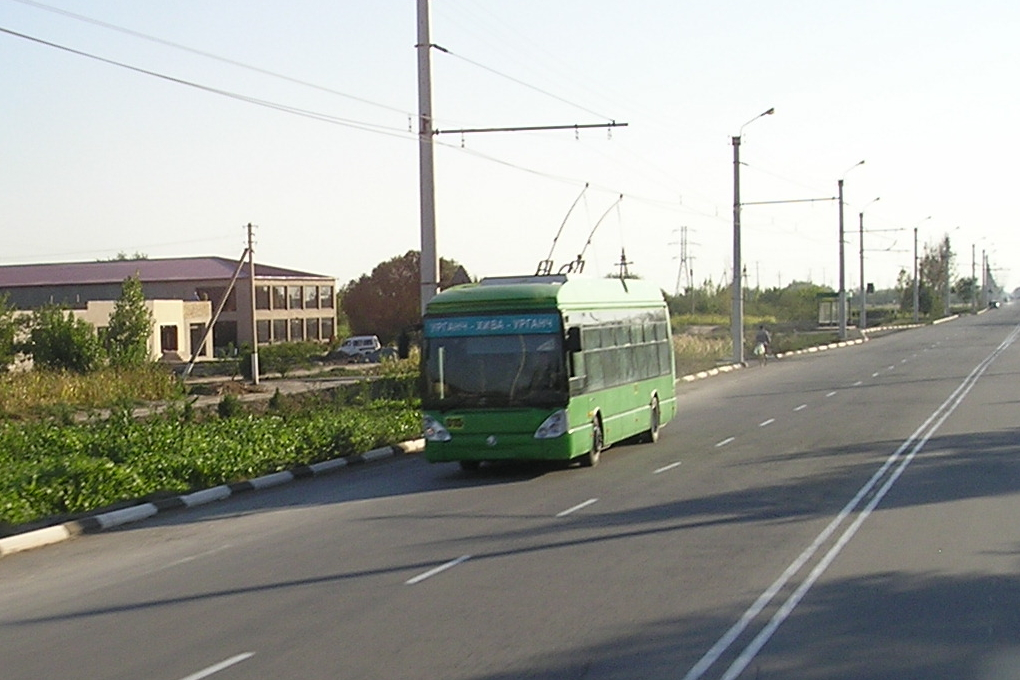

## Депо
Тролейбусне депо розташоване в місті Ургенч. Тролейбуси виходять на маршрут завдяки службовій лінії довжиною близько 3 км. Між службовою та маршрутною лінією автоматичні стрілки відсутні.